# EU-Sonderbeauftragter für die Förderung von Religions- und Weltanschauungsfreiheit außerhalb der Europäischen Union
Der EU-Sonderbeauftragte für die Förderung von Religions- und Weltanschauungsfreiheit außerhalb der Europäischen Union (Englisch: Special Envoy for the promotion of freedom of religion or belief outside the European Union) ist eine Position, die der Präsident der Europäischen Kommission im Jahr 2016 auf die Entschließung des Europäischen Parlaments vom 4. Februar 2016 hin geschaffen hat.

## Mandat des Sonderbeauftragten
Das Mandat des Sonderbeauftragten definiert die folgenden Aufgaben des Sonderbeauftragten für die Förderung von Religions- und Weltanschauungsfreiheit außerhalb der EU:
- Aufnahme eines Dialogs mit nationalen Behörden und anderen Akteuren (einschließlich religiöser Organisationen) in Ländern, in denen Verletzungen der Religions- und Weltanschauungsfreiheit vorkommen.
- Gegebenenfalls Unterstützung für interkulturelle und interreligiöse Dialogprozesse, einschließlich der Förderung des Dialogs zwischen Vertretern verschiedener Glaubensrichtungen und das Einrichten von gemeinsamen Initiativen.
- Gegebenenfalls Unterstützung von Maßnahmen zur De-Radikalisierung und Prävention von Extremismus aus Gründen der Religion oder der Weltanschauung in Drittländern.
- Förderung der religiösen Vielfalt und Toleranz im Rahmen von Bildungsprogrammen und Lehrplänen in Zusammenarbeit mit den Behörden von Drittländern.[2]

## Liste der bisherigen Sonderbeauftragten
| Name                 | Amtsantritt      | Amtsende       | Herkunftsland |
| -------------------- | ---------------- | -------------- | ------------- |
| Ján Figeľ            | 2016             | 2019           | Slowakei      |
| Christos Stylianides | Mai 2021         | September 2021 | Zypern        |
| Franciskus Van Daele | 7. Dezember 2022 | Dezember 2024  | Belgien       |